# تفسير
التفسير هو مجموعة من العبارات التي تصف مجموعة من الحقائق وتوضح أسباب هذه الحقائق وسياقها ونتائجها
.
ربما يثبت هذا الوصف قواعد أو قوانين وربما يوضح القواعد أو القوانين القائمة التي لها علاقة بأي أشياء أو ظواهر محل الدراسة، ويمكن أن تكون عناصر التفسير ضمنية ومتشابكة مع بعضها البعض.
عادة ما يكون التفسير مدعومًا بفهم يتجسد بمختلف الوسائل مثل الموسيقى والنصوص والرسومات لذا يخضع التفسير للتأويل والمناقشة.
في البحث العلمي، يعد التفسير أحد أهداف البحث مثل الاستكشاف والوصف حيث يمثل التفسير أسلوبًا لاكتشاف المعرفة الجديدة وتسجيل العلاقات بين الجوانب المختلفة للظواهر محل الدراسة لذا تتنوع القوة التفسيرية للتفسيرات المختلفة.

## الحجج
في حين تسعى الحجج لبيان أن حالة شيء كما هي أو كما ستكون أو كما تنبغي أن تكون، تحاول التفسيرات بيان سبب أو كيفية كون شيء ما هكذا. إذا تناول زيد وعمرو مسألة إذا ما كانت قطة زيد تعاني من براغيث أم لا، فربما يقول عمرو: «قطتك بها براغيث يا زيد، انظر، إنها تحك جلدها الآن.» هنا قدم عمرو الحجة بأن القطة بها براغيث، ولكن إذا اتفق زيد وعمرو على أن القطة بها براغيث، فقد يسألا بعد ذلك لماذا هذا ويضعان تفسيرًا: بأن «السبب في وجود براغيث في القطة هو الطقس الرطب.» يكمن الفرق في أن المحاولة هنا ليست لإقرار صحة قضية ما من عدمها ولكن لبيان سبب صحتها.
وبهذا المعنى، تهدف الحجج إلى تقديم المعرفة بينما تهدف التفسيرات إلى تقديم الفهم.
تشبه الحجج والتفسيرات بعضهما البعض بشكل كبير في الاستخدام البلاغي ولهذا السبب هناك قدر كبير من الصعوبة في التفكير النقدي بشأن الادعاءات، وترجع هذه الصعوبة إلى العديد من الأسباب.
- عادة لا يكون الأشخاص أنفسهم واضحين إذا ما كانوا يقدمون حججًا لشيء ما أم يفسرونه.
- يتم استخدام نفس أنواع الكلمات والعبارات في تقديم التفسيرات والحجج.
- كثيرًا ما يستخدم المصطلحات «فسر» أو «تفسير» وما شابه في الحجج.
- عادة ما تستخدم التفسيرات في الحجج وتقدم على أنها حجج.

## التبرير
التبرير هو السبب وراء صحة تمسك شخص ما باعتقاد أي أنه تفسير لصحة الاعتقاد أو تعليل لمعرفة ما يعتقد به الشخص. وبنفس الطريقة التي قد يتم الخلط فيها بين الحجج والتفسيرات، يحدث هذا كثيرًا للغاية بين التفسيرات والتبريرات، حيث تأخذ العبارات التي تبرر عمل ما شكل الحجج، فمثلاً عادة ما تفسر محاولات تبرير السرقة الدوافع وراءها (مثل، إطعام أسرة تتضور جوعًا).
من الأهمية بمكان الوعي بالحالات التي لا يكون فيها التفسير تبريرًا، قد يقدم القائم على التشخيص الجنائي تفسيرًا لسلوك المشتبه به (مثل، فقد الشخص وظيفته أو طرده منها أو ما شابه)، وربما قد تساعدنا هذه العبارات في فهم سبب ارتكاب الشخص للجريمة ولكن قد يعتقد مستمع غير واعٍ بأن المتحدث يحاول كسب التعاطف مع الشخص وأفعاله، إلا أنه في الحقيقة لا يستتبع تقديم شخص ما لتفسير الحصول على التعاطف مع الآراء أو الأفعال محل التفسير، وهذه تفرقة مهمة حيث تلزمنا القدرة على فهم الأفعال والسلوكيات الفظيعة وتفسيرها في محاولة لإحباط الإقدام عليها.

## الأنواع
هناك الكثير من الأحداث والأشياء والحقائق التي تتطلب تفسيرًا، وكذلك هناك الكثير من أنواع التفسير المختلفة. عرف أرسطو أربعة أنواع على الأقل من التفسير، إلى جانب أنواع أخرى هي التفسير الاستنتاجي التشريعي والتفسير الوظيفي والتاريخي والنفسي والمختصر والغائي والمنهجي.
ت

## ما وراء التفسير
تبزر أهمية نظرية ما وراء التفسير في المواقف السلوكية التي تنطوي على عوامل متعارضة. وفي هذه المواقف، يمكن حدوث التعارض الضمني أو الصريح جراء تضارب المصالح لدى العوامل - حيث تقول تفسيراتهم سبب التصرف بطريقة معينة - أو جراء عدم المعرفة بالموقف أو من خلال خليط من التفسيرات لعوامل متعددة. وفي كثير من حالات تقييم معقولية التفسيرات، يجب على المرء تحليل العنصرين التاليين والعلاقات المتبادلة بينهما: (1) التفسير على مستوى الشيء الفعلي (التفسير نفسه) و (2) والتفسير على المستوى الأعلى (ما وراء التفسير)، كما يجرى تحليل لمقارنة أدوار كل منهما لتقييم معقولية تفسير العوامل لمواقف تفاعلاتها. يقيم التفسير على مستوى الشيء مدى معقولية ادعاءات الشخص باستخدام الأسلوب التقليدي للتعامل مع التركيب الجدالي للحوار، بينما يربط ما وراء التفسير تركيب الموقف الحالي مع تركيب المواقف التي سبق تعلمها من التفاعل متعدد العناصر. ويتضمن تركيب الموقف الأفعال الصريحة للعوامل وعلاقات دحض الحجج بين الحالات وهذه الأفعال. ويمكن بصريًا تحديد البيانات لكل من التفسير على مستوى الشيء وما وراء التفسير كما يمكن بصريًا تفسير معقولية سلوك العامل في الموقف. ويمكن زيادة ما وراء التفسير في شكل التعلم الآلي لتركيب الموقف من خلال التفسير التقليدي وذلك بإيجاد حجج لتحليل عدم فائدة ادعاءات المرء بهدف رفع دقة تقييم المعقولية.
يمكن تحديد النسبة بين التفسير على مستوى الشيء وما وراء التفسير بالدقة النسبية لتقييم المعقولية القائم على مصادر نوعي التفسير، وبعد ذلك يمكن تجميع مجموعات المواقف على أساس هذه النسبة ومن ثم تعد هذه النسبة متغيرًا هامًا للدلالة على السلوك الإنساني المرتبط بتفسير شيء ما للآخرين.

## كتابات أخرى
- Moore, Brooke Noel and Parker, Richard. (2012) Critical Thinking. 10th ed. Published by McGraw-Hill. ISBN 0-07-803828-6.

## وصلات خارجية
- Explanation بعدة لغات ومعانٍ